# Diagrama de pedigrí

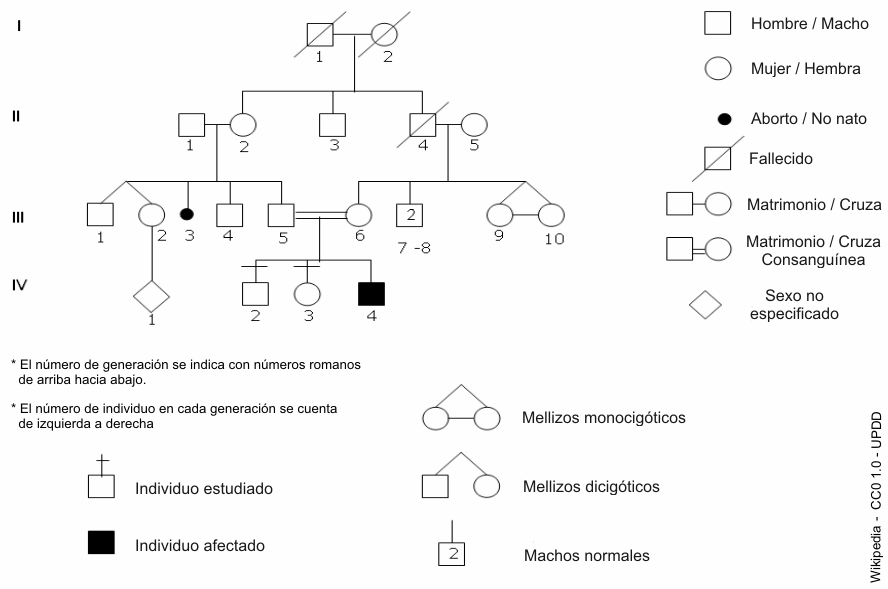
Muestra de un diagrama de pedigrí con sus correspondientes símbolos.

Un diagrama de pedigrí es un diagrama que comunica todos los fenotipos conocidos para un organismo y sus ancestros, comúnmente utilizado para gatos, perros y humanos. La palabra pedigrí es una corrupción de la palabra francesa pied de grue, o "pie de grulla", puesto que supuestamente sus líneas son parecidas a la delgada pata y pie de la grulla.

## En la crianza animal
En un diagrama de pedigrí animal, las características se colorean, y aquellos individuos que no poseen la característica se dejan sin colorear. Una característica puede ser una enfermedad, la cual puede ser recesiva o dominante. Para los organismos de los que se sabe que han heredado características genéticas intermedias a las de sus padres se colorean a la mitad. Los cuadrados representan un macho, y los círculos una hembra, al igual que en los genogramas.

## En la geneología humana
Los diagramas de pedigrí son una herramienta común en el estudio de la genealogía humana, como un medio de presentar la ascendencia de un individuo o de sus descendientes.

## Sistema Ahnentafel
El sistema Ahnentafel es un sistema de diagrama de pedigrí creado por el fraile franciscano Jerónimo de Sosa en el que se numeran los ancestros como se muestra a continuación:
```
                                      8.  Bisabuelo
                    4. Abuelo paterno-|
                    |                 9.  Bisabuela
           2. Padre-|
           |        |                 10. Bisabuelo
           |        5. Abuela paterna-|
           |                          11. Bisabuela
           |
1. Persona-|
           |
           |                          12. Bisabuelo
           |        6. Abuelo materno-|
           |        |                 13. Bisabuela
           3. Madre-|
                    |                 14. Bisabuelo
                    7. Abuela materna-|
                                      15. Bisabuela
```

- Datos: Q3242583
- Multimedia: Pedigree charts / Q3242583